# Maximilián Pfendler
Maximilián Pfendler O. Praem. (? – 25. září 1702 Zábrdovice) byl římskokatolický kněz, premonstrátský kanovník a v letech 1682–1695 opat kanonie v Zábrdovicích.
Opatem kláštera premonstrátů v Zábrdovicích se stal v roce 1682. Pro klášter se snažil získat majetek v Uhrách. Císař Leopold I. mu zde udělil církevní beneficia (proboštství sv. Jana a sv. Kříže v Jánoshidě u Pešti), jmenoval ho svým radou a rytířem. Tyto aktivity však vedly k zadlužení zábrdovického kláštera, který se tak dostal do finančních obtíží. Z těchto důvodů byl Pfendler přinucen opaty dalších premonstrátských klášterů v českých zemích (Klášterního Hradiska u Olomouce a strahovského) v srpnu 1695 rezignovat.
Díky dobrému hospodaření dalšího opata Engelberta Hájka se podařilo dluhy kláštera postupně uhradit.